# غوزدغن
غوزدغن (بالفارسية: گوزدگن) هي قرية تقع في قسم بسطام الريفي (مقاطعة تشايبارة) في إيران. يقدر عدد سكانها بـ 61 نسمة .